# Стіліанос Гонатас
Стіліано́с Гоната́с (грец. Στυλιανός Γονατάς; 1876–1966) — грецький військовий офіцер, венізеліст і прем'єр-міністр Греції з 1922 до 1924 року.

## Ранні роки
Народився 15 серпня 1876 в Патрах. 1892 року вступив до військової академії. Яку закінчив 1897. В чині лейтенанта брав участь у боротьбі за Македонію (1907–1909), одразу після Афінського повстання 1909 року став польовим ад'ютантом полковника Зорбаса. Також брав участь у Балканських війнах (1912–1913) та в експедиції до України 1919 року. Окрім того, брав участь у Малоазійській кампанії в чині полковника, спочатку як штабний офіцер, а потім — як командир дивізії.

## Вересневий переворот 1922 року
У серпні 1922 грецька армія зазнала катастрофічної поразки від турків в Анатолії. Це спричинило глибоку політичну кризу в самій Греції та потягнуло за собою повстання військовиків на чолі з офіцерами-венізелістами.
Військовий контингент на Лесбосі сформував революційний комітет на чолі з полковником Гонатасом, який висунув такі вимоги: розпуск уряду й парламенту, призначення нових виборів та зречення престолу королем Костянтином на користь принца Георга. Всі умови було виконано.
28 вересня революційні війська під проводом полковників Пластіраса й Гонатаса увійшли до Афін. Революційний комітет обрав на пост глави уряду Александроса Заіміса, однак, оскільки останній був відсутній у країні, уряд тимчасово очолив Сотіріос Крокідас.

## Прем'єр-міністр
Перший кабінет було сформовано відповідно до вимог революційного комітету, проте невдовзі кілька його членів вийшли у відставку, що було спричинено насамперед так званим «процесом шести», який різко засудила міжнародна спільнота. 27 листопада 1922 року було сформовано новий уряд, членами якого стали представники революційного комітету та республіканської групи. Полковника Гонатаса було призначено на пост прем'єр-міністра.
Кабінет Гонатаса проіснував до 11 січня 1924, коли його було ліквідовано на користь Венізелоса, який повернувся з вигнання з Парижа. За свою службу Гонатас отримав Великий хрест ордена Спасителя. 31 травня 1924 року Національна асамблея присвоїла йому та Пластірасу звання генерал-лейтенанта.

## Подальша політична кар'єра
Після завершення повноважень глави уряду Гонатас вийшов у відставку з лав збройних сил. Того ж року було проголошено республіку та було створено другу палату парламенту — Сенат. 1929 року Гонатас був обраний до Сенату, представляючи Аттику та Беотію. Був переобраний, а потім обіймав посаду голови Сенату з 1932 до 1935 року.
За часів фашистської окупації був ув'язнений у концентраційному таборі Гайдарі на чотири місяці. Після визволення Гонатас повернувся до політичного життя. Коли у Гонатаса виникли суперечки з Софулісом, лідером Ліберальної партії, він сформував власну Партію національних лібералів (Κόμμα Εθνικών Φιλελευθέρων).
В уряді Цалдаріса (1946–1947) обіймав пост міністра громадських робіт.